# Martín Solares
Pour les articles homonymes, voir Solares (homonymie).
Martín Solares est un écrivain mexicain né en 1970.

## Biographie
Martin Solares est né à Tampico (Mexique) en 1970.
Chercheur et écrivain, il travaille également depuis 1989 en tant que professeur de littérature, critique et éditeur.
Il a vécu à Paris de 2000 à 2007, y obtenant un doctorat de littérature à la Sorbonne.

## Publications
- 2009 :  Minutes noires ((es)Los minutos negros, 2007) - Finaliste du Grand Prix de Littérature Policière (France) 2009
- 2016 : N’envoyez pas de fleurs ((es)No manden flores, 2015), trad. Christilla Vasserot, Éditions Christian Bourgois
- 2020 : Quatorze crocs ((es)Catorce colmillos, 2018), trad. Christilla Vasserot, Éditions Christian Bourgois
- 2021 : Mort dans le jardin de la lune, Bourgeois